# Segisaurus
Segisaurus là một chi khủng long, được Camp mô tả khoa học năm 1936.